# GM Food
GM Food (anteriorment Miquel Alimentació) és un grup d'empreses dedicades al sector de la distribució d'aliments fundat a Figueres el 1924. El 2014 va facturar 900 milions d'euros, i disposava de més de 2.000 punts de venda a l'estat espanyol, sota diverses marques comercials, entre les quals destaquen els supermercats Suma, Spar o Gros Mercat. El 30 de setembre del 2015 es va anunciar la seva venda al gegant de l'alimentació xinesa Bright Foods, un conglomerat industrial públic xinès ubicat a Xangai. La venda es va fer per un import de 110 milions d'euros. Amb la venda, la família Miquel, fundadora i fins al moment propietària del negoci, va quedar completament fora de l'accionariat. L'empresa tindrà com a president a Zhijun Clui i mantindrà com a director general a Pere Laymon.
El 2018 Bright Foods canvia el nom de Miquel Alimentació per GM Food, i el 2021 Transgourmet (de Swiss Coop Group) compra GM Food.